# SCP2
SCP2‏ (Sterol carrier protein 2) هوَ بروتين يُشَفر بواسطة جين SCP2 في الإنسان.